# Szysz
Szysz (ros. Шиш) – rzeka w Rosji w obwodzie omskim, prawy dopływ Irtyszu. Ma długość 378 km i powierzchnię zlewni 5270 km².
Przy ujściu Szyszu do Irtyszu położona jest wieś Ustʹ-Szysz. Słownik encyklopedyczny Brockhausa i Efrona z lat 1890 - 1907 podaje, że osadnictwo w dolnym biegu rzeki rozpoczęło się niedługo przed powstaniem publikacji.